# 麻栗壩 (果敢)
麻栗壩，緬甸果敢中部地名，在一些歷史文獻中曾指稱整個果敢，地名源自於麻栗樹。麻栗壩位於果敢中部，為果敢面積最大的平原，呈東北－西南向狹長狀，壩區東側的山脈當地人習稱東山，西側則被稱為西山。